# 黎忠玉
黎忠玉（越南语：／；1867年10月20日—1928年6月8日），越南阮朝官員。

## 生平
黎忠玉是堤岸省陽明總連城村（今屬胡志明市第五郡第五坊、第六坊）人，嗣德二十年九月二十三日（1867年10月20日）出生在一個儒學家庭。嗣德三十六年（1883年），他從西貢候補場畢業，被派往北圻任職。最初擔任殖民政府的通言（翻譯），後轉入阮朝官員系統。
成泰十五年（1903年），黎忠玉升任永安省商佐。成泰十七年（1905年），升任永安按察使。成泰十九年（1907年），陞光祿寺卿。維新三年（1909年），改任山西按察使。維新六年（1912年），升署巡撫銜。次年（1913年）先後改調北江巡撫和廣安巡撫。維新九年（1915年），改任富壽巡撫。啓定三年（1918年），改任興安巡撫。啓定六年（1921年），升海陽總督。啓定九年（1924年），改任河內上審院總督。保大二年（1927年），黎忠玉致事。
保大三年四月二十一日（1928年6月8日），黎忠玉在河內去世，壽六十二歲。

## 家庭
- 子黎忠珠（1888年－1961年）是一名建築師[3]